# Mike Love
Michael Edward (Mike) Love (Los Angeles, 15 maart 1941) is een Amerikaanse singer-songwriter bekend als zanger van The Beach Boys.

## Biografie

### Muziek met de Beach Boys
Love richtte in 1961 The Beach Boys op met zijn neven Carl Wilson, Dennis Wilson, Brian Wilson en zijn schoolvriend Al Jardine. Love trad op als leadzanger en zong veel van de hits van The Beach Boys. Hij zong bas op de nummers, die in polyfone harmonieën werden gespeeld. Love schreef mee aan teksten voor tal van Beach Boys-stukken. In het begin van zijn carrière schreef hij vooral over het zorgeloze leven als tiener in Californië, het leven op het strand, meisjes, surfen en snelle auto's. Met zijn optimistische instelling was hij een zeer goed contrapunt voor de nogal melancholische Brian Wilson. Bovendien zorgde Love voor veiligheid voor zijn jongere bandleden met zijn uitgesproken podiumpresentatie en zijn aankondigingen tijdens de songs. Toen Brian Wilson halverwege de jaren 1960 zijn toevlucht nam tot externe tekstschrijvers voor de albums Pet Sounds en Smile, bekritiseerde Love deze stijl zeer omdat hij vond dat de band te ver van hun oorsprong was afgedwaald. Bovendien vond hij de meer complexe nummers voor de band onmogelijk om uit te voeren. Nadat Brian Wilson zich steeds meer terugtrok uit de band, begon Love meer samen te werken met Alan Jardine en Dennis Wilson als copywriters.
Het eerste Beach Boys-nummer dat Mike Love zelf schreef, was Big Sur op het album Holland uit 1973. Met Everyone in love with you, een eerbetoon aan Maharishi Mahesh Yogi en Sumahama, een ode aan Japan, kwamen er nog twee liefdesliedjes op The Beach Boys-albums uit de jaren 1970. Sumahama bereikte #45 in de Britse hitlijsten. In de jaren 1970 werd Love's invloed op de bandbusiness duidelijker. Zo slaagde hij er in om The Beach Boys op de nostalgische kar te krijgen en steeds vaker hun oude hits in het programma op te nemen. Liefde speelde ook een belangrijke rol bij het maken van de hitcompilatie Endless Summer, die in 1974 #1 bereikte in de Billboard-hitlijsten. In de jaren 1980 schrijft Love voor The Beach Boys met Terry Melcher, opnieuw vertrouwend op nostalgie een aantal nummers. Samen met John Phillips schreven Melcher en Love de wereldhit Kokomo, die in 1988 de laatste #1-hit van The Beach Boys werd. Sinds 1998, toen de band uit elkaar viel na de dood van Carl Wilson, heeft Mike Love de naamgevingsrechten van The Beach Boys en gaat hij onder deze naam op tournee met Bruce Johnston.

### Zonder The Beach Boys
In 1977 begon Mike Love projecten buiten de band te verzorgen. Hij richtte de band Celebration op met de helft van het team van de Beach Boys-tournee- en studioband (waaronder Ron Altbach, Mike Kowalski, Ed Carter en anderen), die aanvankelijk alleen de soundtrack voor de film Almost Summer zou opnemen. Toen de single met dezelfde naam naar #28 klom in de Amerikaanse Billboard-hitlijsten, besloot de band een album op te nemen. Aangezien sommige titels van de band later in de Beach Boys-concerten werden verwerkt, ontstond de vreemde situatie dat de andere vaste Beach Boys-leden altijd het podium verlieten om zich bij hen aan te sluiten en pas daarna bij hen terugkwamen. In hetzelfde jaar probeerde Love voet aan de grond te krijgen als solist. Hij nam eerst het album First Love op en even later Country Love. De albums bevatten veel nummers gecomponeerd door Mike Love. Ze werden echter consequent afgewezen door de platenmaatschappijen. In 1979 volgde een tweede album van Celebration, dat net als de single Starbaby flopte. In 1981 bracht hij eindelijk zijn eerste soloalbum Looking Back with Love uit. In de jaren 1980 werkte Love steeds meer aan projecten met andere muzikanten. Dus met Dean Torrance (door Jan & Dean) werden de albums Rock ’n’ Roll City en Rock ’n’ Roll Christmas (1983) gemaakt. Hieronder zong hij de hoofdstem van Happy Birthday America, geschreven door Gerry Griffin.
Toen The Beach Boys in 1988 werden opgenomen in de Rock and Roll Hall of Fame, veroorzaakte Mike Love wrok onder de aanwezige collega's met een zeer agressieve toespraak. Hij bekritiseerde bijna elke bekende ster die zowel aanwezig als afwezig was. Bob Dylan, die na Mike Love het podium moest betreden, bedankte Love dat hij hem had vergeten te noemen. In de jaren 1980 en 1990 werkte Love eindelijk weer samen met Adrian Baker. In 2004 kondigde Mike Love in verschillende interviews nog een album aan. Eerst plaatste hij het onder de titel Unleash the Love, later hernoemde hij het project Mike Love, Not War. Dit album, dat 14 nummers bevat, is nog niet uitgebracht.
Naast enkele nieuwe nummers bevat dit album nieuwe opnamen van twee bekende nummers (Everyone’s in Love with You, Brian Is Back) en twee niet eerder uitgebrachte nummers. Een van die nummers is 10,000 Years, een werk dat Love's neef Dennis Wilson midden jaren 1970 schreef. Dit stuk, dat gepland stond voor The Beach Boys of voor het soloalbum van Dennis Wilson, was voorheen alleen beschikbaar als instrumentale versie op bootlegs. Eindelijk, in november 2017, werd het album Unleash the Love uitgebracht als dubbelalbum met 13 nieuwe nummers en 12 nieuwe opnamen van oude Beach Boys-klassiekers. Een album met kerstliederen volgde in 2018 onder de naam Reason for the Season.

### Reputatie in de band/rechtszaken
Love werd beschuldigd van het verdrijven van de tekstschrijver van Brian Wilson. Van Gary Usher tot Roger Christian tot Tony Asher en Van Dyke Parks. Asher en Parks waren als copywriters betrokken bij de twee albums Pet Sounds en Smile. Love bekritiseerde de muziek en teksten van deze albums. In de jaren 1990 leidde Mike Love een aantal rechtszaken. Eerst procedeerde hij met succes tegen Brian Wilson: Love claimde co-auteurschap voor 29 Beach Boys-titels, die tot dan toe alleen aan Brian Wilson waren toegeschreven. De rechtbank erkende Love's betrokkenheid bij de teksten en kende hem ook $5 miljoen toe aan uitstaande royalty's. Aan het einde van de jaren 1990, toen Alan Jardine de band verliet, vocht Love eerst voor de naam Beach Boys om onder deze naam verder te kunnen toeren, waarna hij een rechtszaak leidde tegen Alan Jardine om de bandnaam Beach te veranderen in Boys Families & Friends.
Na de succesvolle 50th Anniversary Tour van The Beach Boys in 2012 toert Mike Love weer met zijn versie van The Beach Boys, waar ook Bruce Johnston lid van is. De podiumband bestaat uit Mike Love's zoon Christian Love en enkele andere muzikanten, die voornamelijk bestaan uit de Beach Boys-tributeband Papa Doo Run Run en oud-muzikanten van Jan & Dean. Brian Wilson geeft ook andere concerten met zijn band. De oprichters van The Beach Boys, Alan Jardine en David Marks zijn aangekondigd als gasten. Love is lid van de Rock and Roll Hall of Fame en ontving, net als de andere nog levende Beach Boys, in 2000 een Grammy Award voor het levenswerk.

## Sociaal en politiek engagement
Optreden op de persconferentie ter gelegenheid van het benefietconcert van de David Lynch Foundation for Consciousness-Based Education and World Peace op 4 april 2009 in Radio City Music Hall in New York. Met het ingezamelde geld wil de stichting een miljoen kinderen uit sociaal achtergestelde gezinnen de kans geven om transcendente meditatie te leren. Sinds 2016 is Love herhaaldelijk in het openbaar verschenen als een uitgesproken voorstander van Donald J. Trump.

## Privéleven
Mike Love wordt al lang beschouwd als de bad boy van de band. Hij is vijf keer getrouwd en heeft negen kinderen. Hij trouwde in 1961 met zijn vriendin, die van hem zwanger was geworden. Een van zijn affaires werd in 1964 zwanger. Shawn Marie Harris, later Shawn Marie Love, werd geboren in december 1964. Love ontkent vaderschap tot op de dag van vandaag. In 1983 trouwde Shawn met Mike's bandmaat Dennis Wilson. Dus het kwam tot de merkwaardige situatie dat Mike Love de schoonvader werd van zijn neef Dennis. Mike Love werd in 1983 grootvader met de geboorte van hun zoon Gage Dennis Wilson. Mike Love is ook de oom van basketballer Kevin Love. Love vloog in 1967 naar India naar Maharishi Mahesh Yogi om transcendente meditatie te leren. The Beatles, Mia Farrow en Donovan namen ook deel aan deze cursus. Mike raakte in die tijd bevriend met Paul McCartney en George Harrison. Zelfs vandaag spreekt hij trots in interviews over hoe Paul McCartney voor hem de eerste riff voor Back in the U.S.S.R. speelde en Mike gaf hem advies over hoe hij verder kon gaan met het nummer. Hij vertelt er ook uitvoerig over tijdens concerten waarin hij het lied speelt. Love is eigenaar van een groot landgoed aan Lake Tahoe, Californië, dat hij  ook gebruikt voor cursussen in transcendente meditatie.

## Galerij

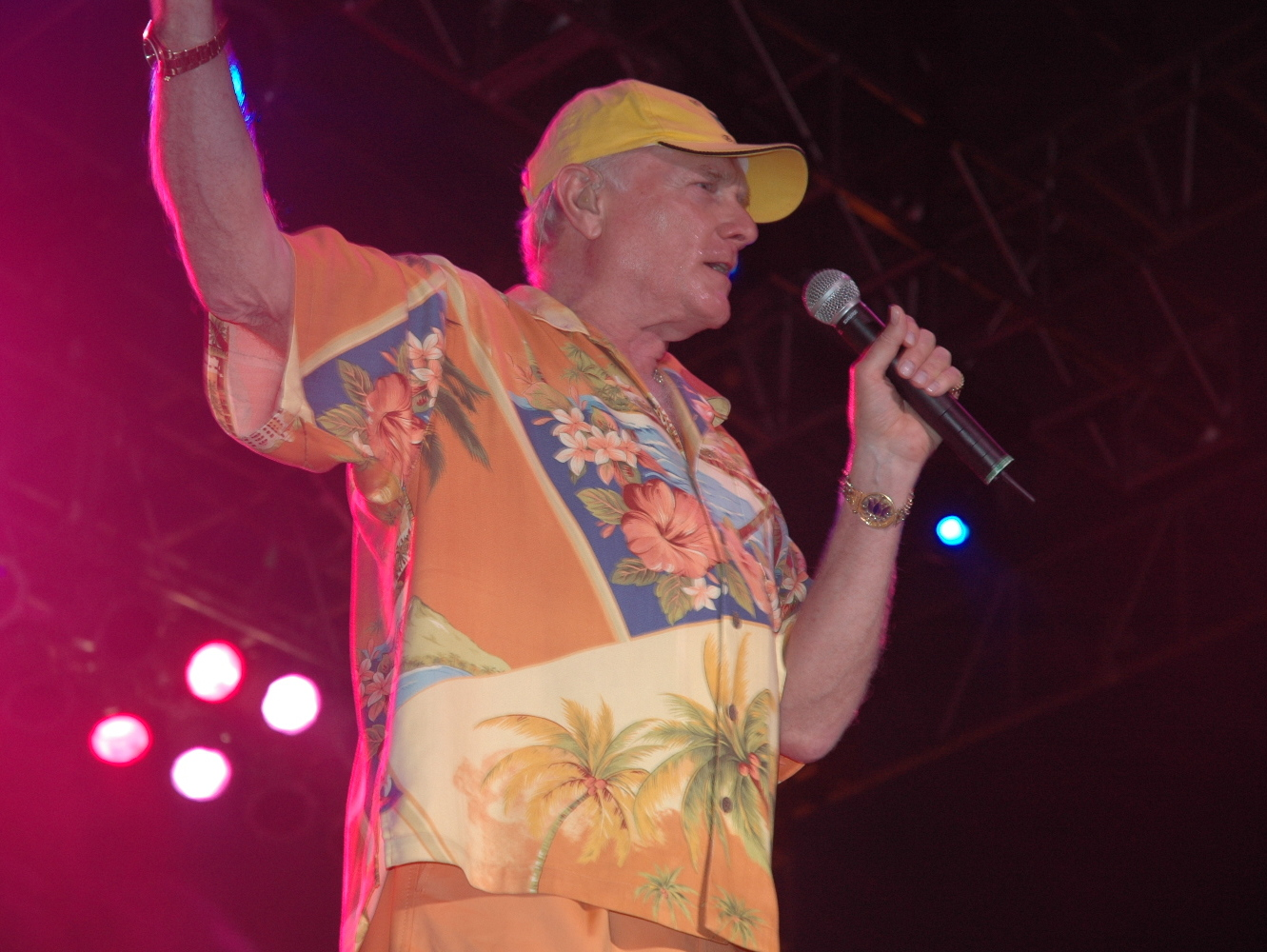
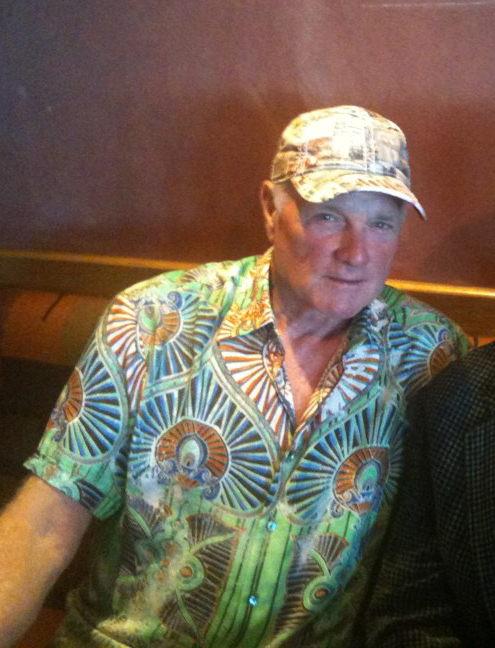
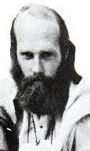
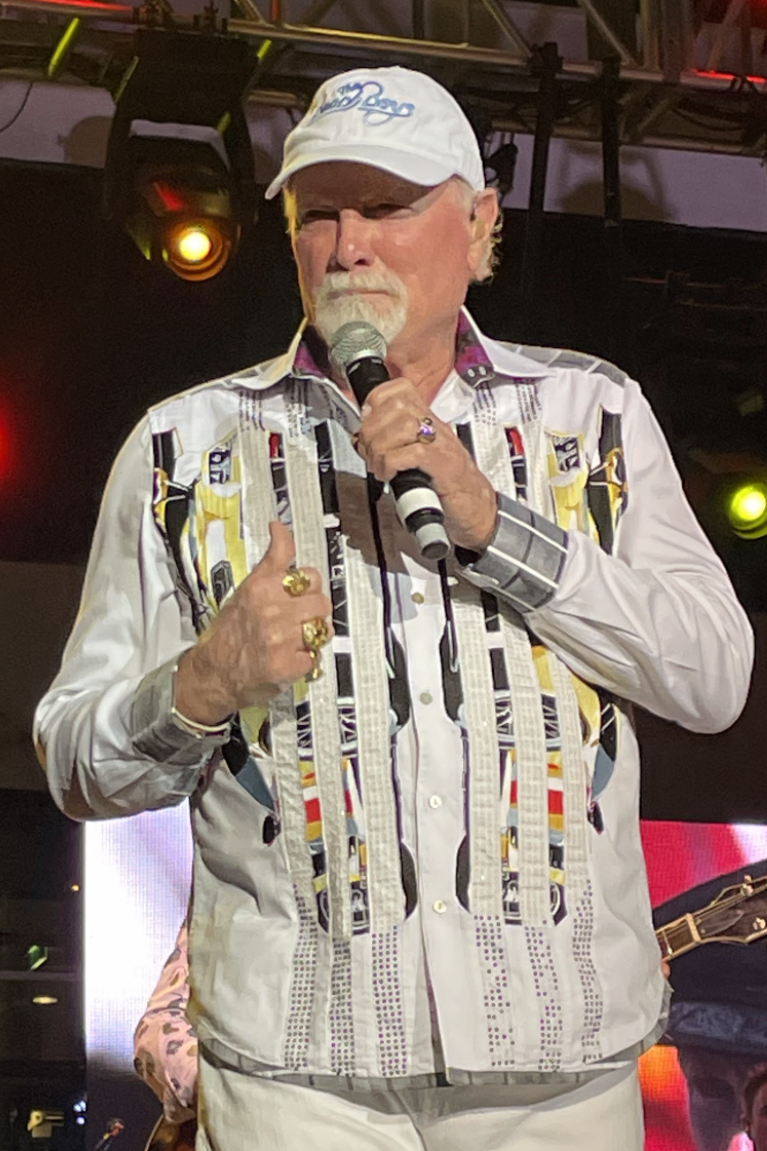
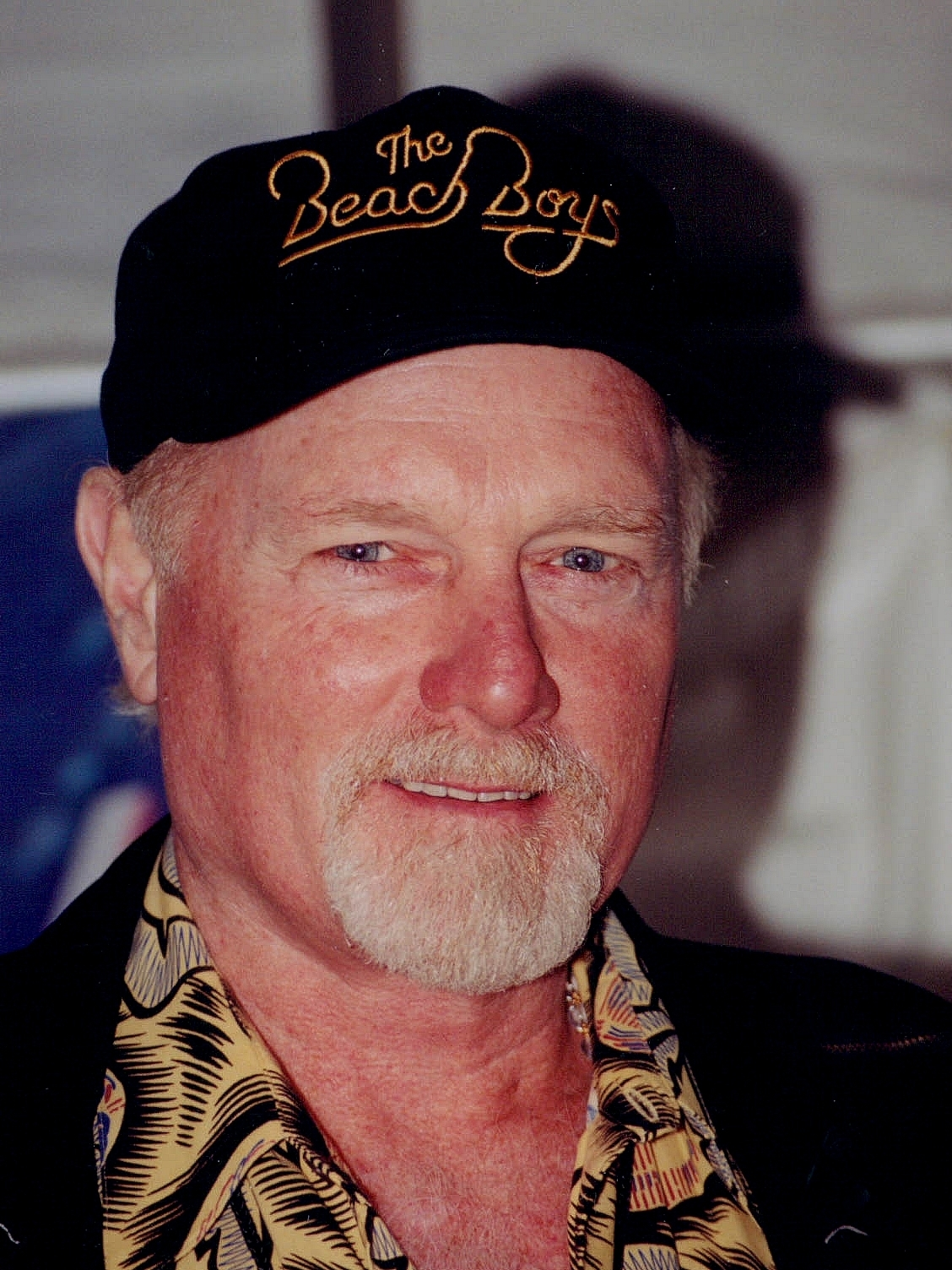
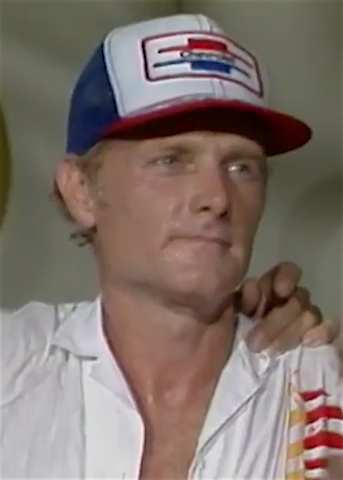
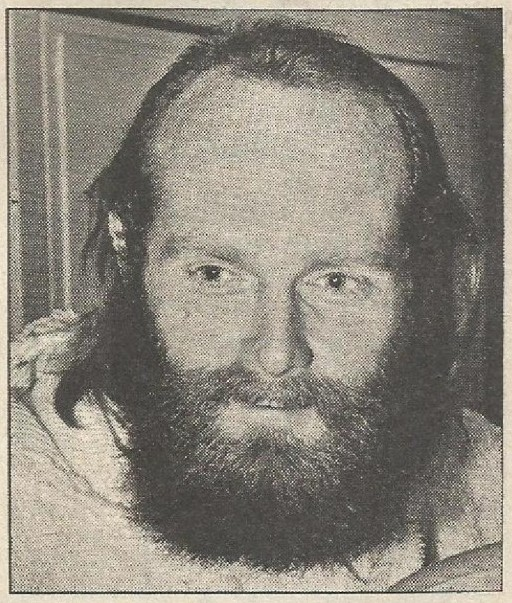
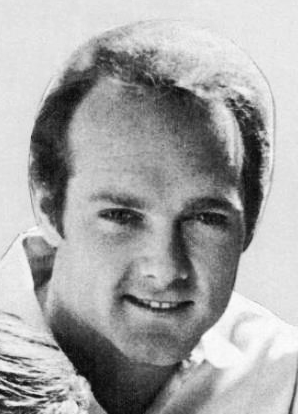
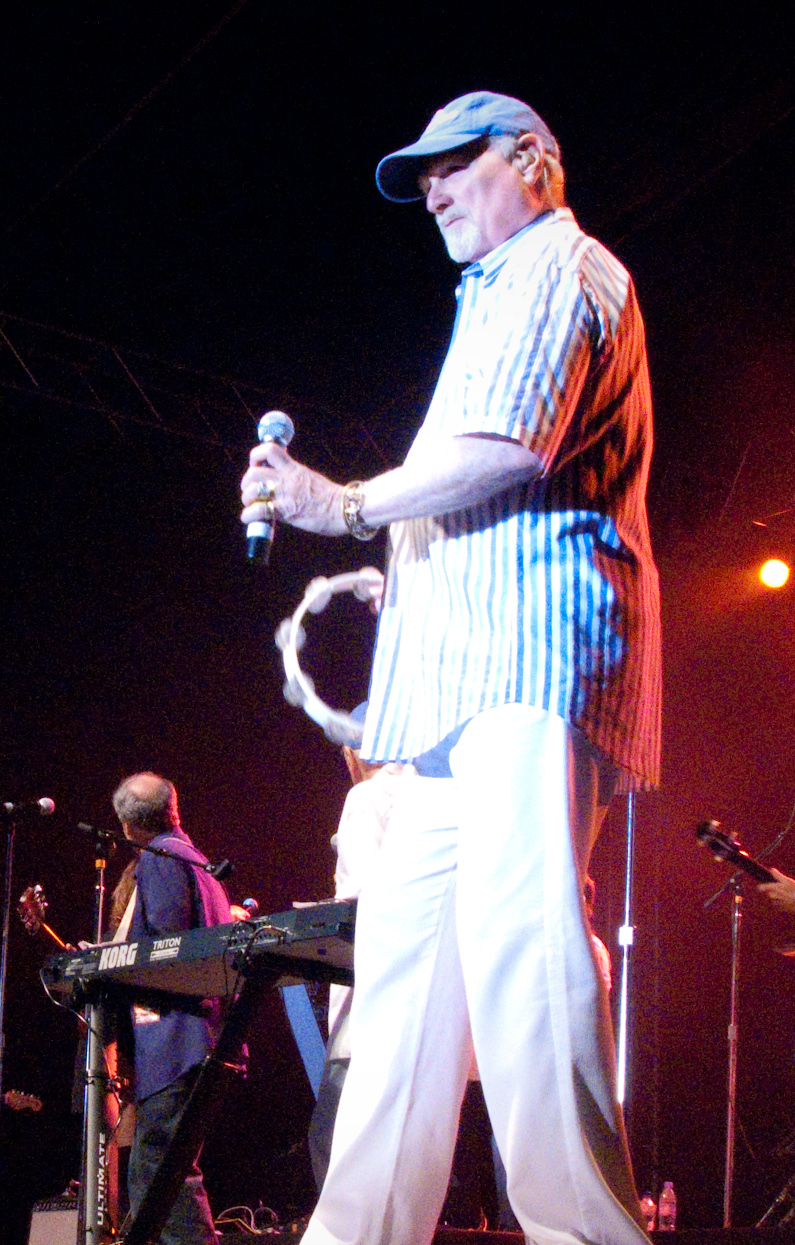
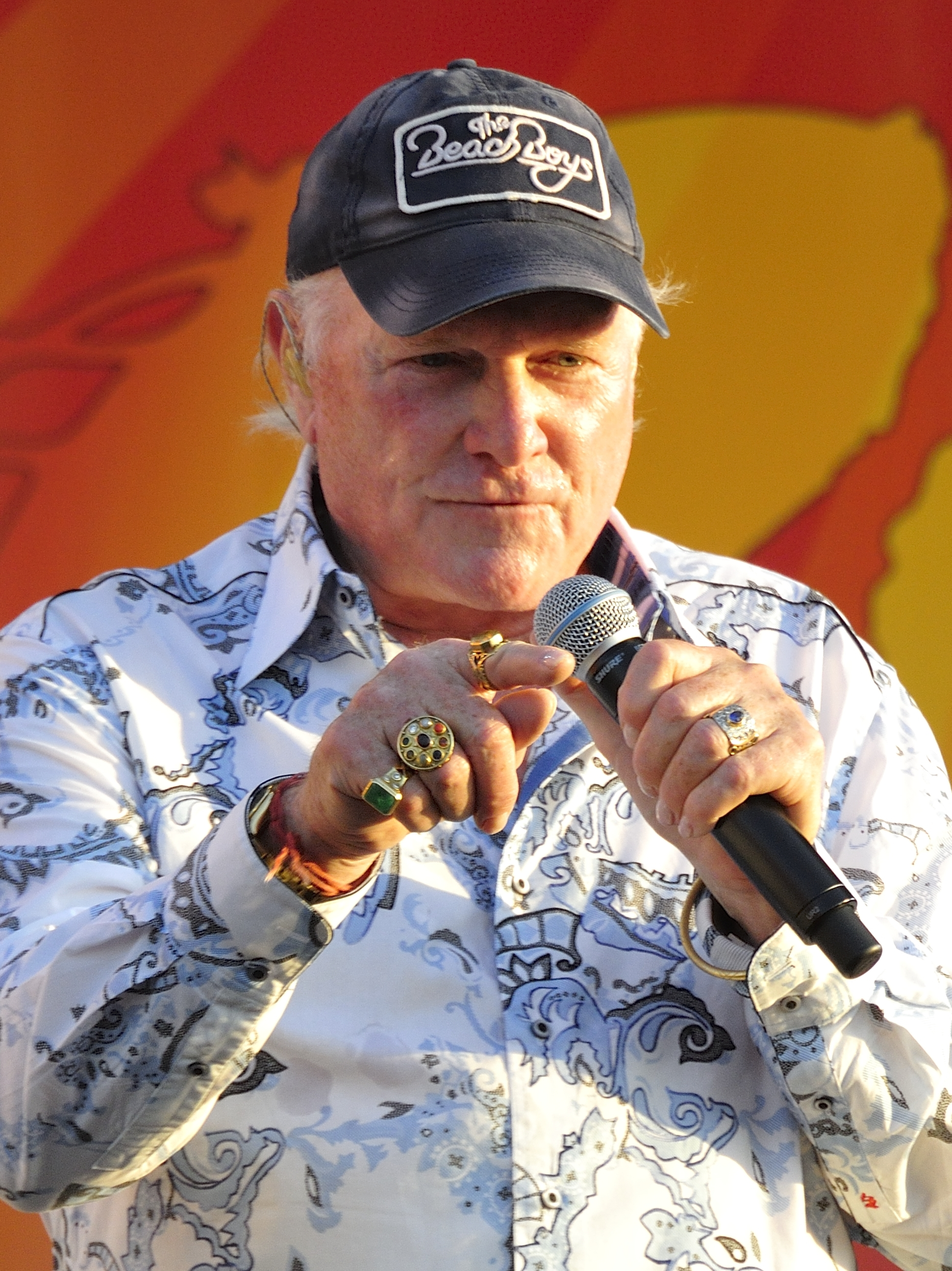

## Discografie
Studioalbums
- 1981: Looking Back with Love
- 2017: Unleash the Love
- 2018: Reason for the Season
- 2019: 12 Sides of Summer

Met Celebration
- 1978: Almost Summer: Music from the Original Motion Picture Score
- 1979: Celebration
- 1979: Disco Celebration

Andere albums
- 1996: Catch a Wave
- 1998: Salute NASCAR (with Bruce Johnston and David Marks)
- 2001: Summertime Cruisin (with Bruce Johnston)

Singles
- 1967: Gettin' Hungry / Devoted To You (met Brian Wilson)
- 1974: I Can't Leave You Alone / Rain
- 1978: Almost Summer / Island Girl (met Celebration)
- 1978: It's Ok / Lookin' Good (met Celebration)
- 1979: Starbaby / Getting Hungry (met Celebration)
- 1981: Looking Back With Love / One Good Reason
- 1981: Runnin' Around The World / One Good Reason
- 1982: Be My Baby / Teach Me Tonight
- 1982: Be True To Your Bud / Be True To Your Bud (instrumentaal) (uitgebracht als Mike & Dean) met Dean Torrence
- 1982: Da Doo Ron Ron / Baby Talk (uitgebracht als Mike & Dean) met Dean Torrence
- 1983: Jingle Bell Rock / Let's Party (uitgebracht als Mike Love & Dean Torrence)
- 1983: Jingle Bells door Paul Revere & the Raiders / Jingle Bell Rock (uitgebracht als Mike Love & Dean Torrence)
- 2006: Santa's Goin' To Kokomo
- 2007: Hungry Heart
- 2015: (You'll Never Be) Alone on Christmas Day
- 2017: Do It Again (met Mark McGrath & John Stamos)
- 2017: Unleash the Love
- 2017: All the Love in Paris(met Dave Koz)
- 2017: Darlin' (met AJR)
- 2018: It's OK (met Hanson (band)|Hanson)
- 2020: This Too Shall Pass (met John Stamos)

- Bibsys: 3029906
- Bibliothèque nationale de France: cb13802866k (data)
- Gemeinsame Normdatei: 135101441
- International Standard Name Identifier: 0000 0001 1467 9294
- Library of Congress Control Number: n93076987
- MusicBrainz: f032428d-9454-4044-a83c-9a34cbfa6244
- Nationale Bibliotheek van Israël: 987007429772405171
- Système universitaire de documentation: 131875639
- Virtual International Authority File: 45145971598032332414